# San Servolo

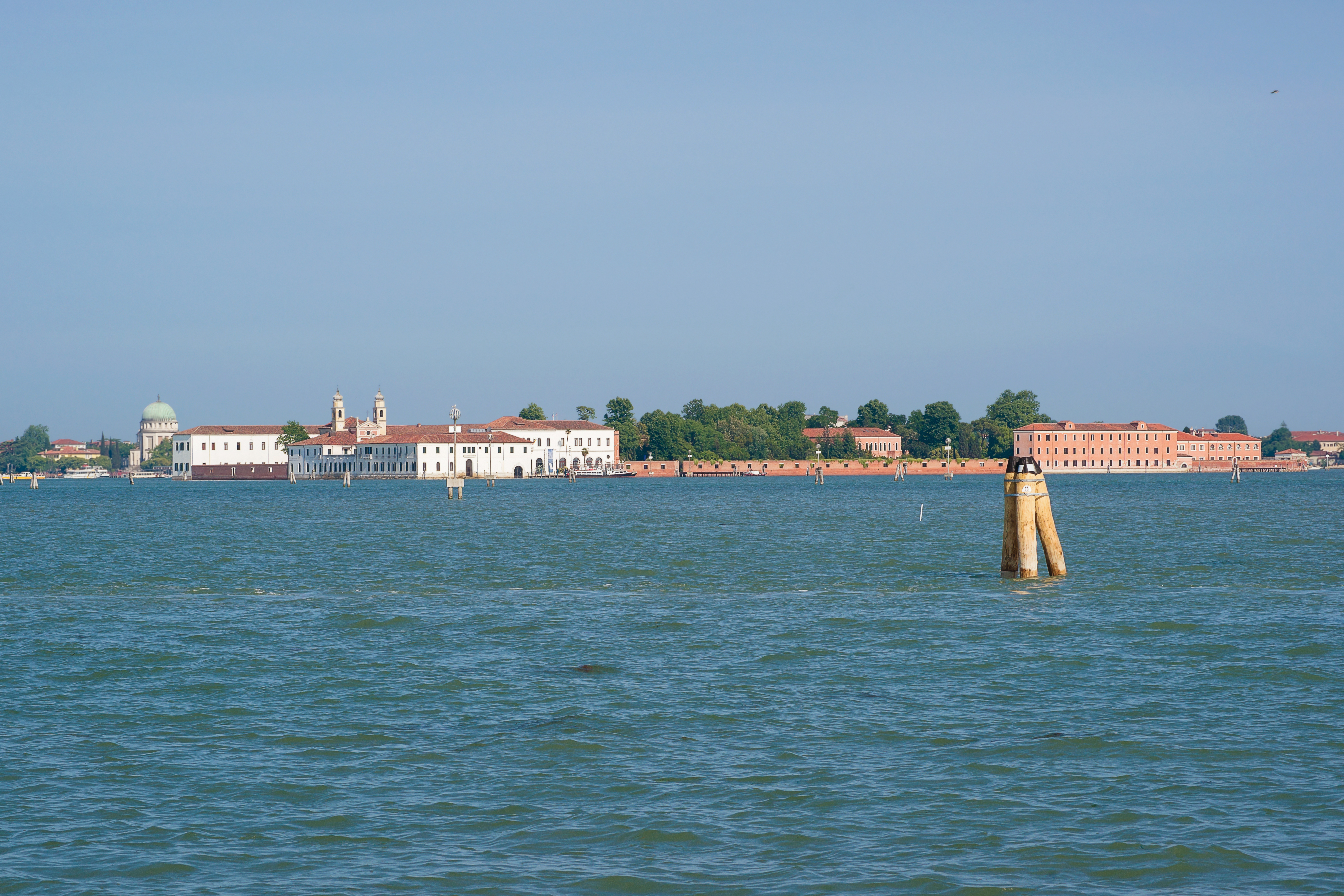
L'isola vista dalla Giudecca

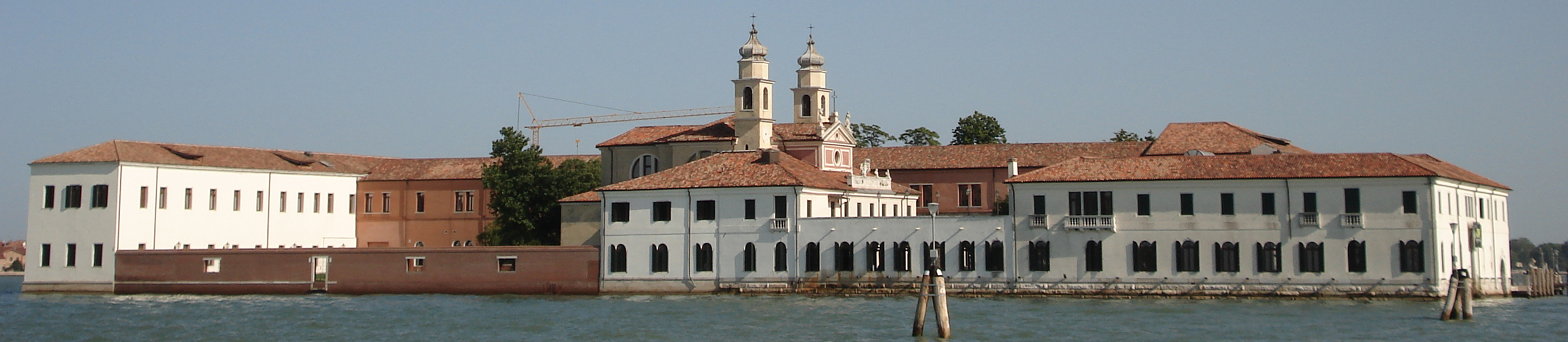
L'isola vista dalla Laguna di Venezia

San Servolo è un'isola della Laguna Veneta.
È una delle isole più vicine al centro storico di Venezia. Collocata alla confluenza del canale Lazzaretto nel canale di San Nicolò, si trova poco più a sud di Sant'Elena e a ovest del Lido.

## Storia

### Origini
La prima notizia certa sull'isola di San Servolo è dell'819, quando già il suo monastero era in piena attività. Sul periodo precedente, mancano notizie certe.
Secondo alcuni, prima della fondazione del monastero di San Servolo esisteva sull'isola una cappella intitolata a San Cristoforo. Questa notizia non sembra veritiera: infatti il primo a riportarla è Ermolao Paoletti in epoca molto tarda (1839).
Di sicuro infondate sono le tradizioni che collocano l'arrivo dei Benedettini verso la fine del VII secolo, in fuga dai Franchi che avevano distrutto il loro monastero di Santo Stefano di Altino. I Franchi, infatti, scesero in Italia solo un secolo più tardi; inoltre il monastero di Santo Stefano risultava in piena attività ancora nel IX secolo.
Per Vincenzo Coronelli, il monastero di San Servolo fu edificato su iniziativa delle famiglie dal Fianco e Galbaio, quest'ultima nota nel VIII secolo per aver dato i dogi Maurizio Galbaio e Giovanni Galbaio. Per Luigi Lanfranchi si spiega così l'inconsueta dedica a san Servolo (o Servilio) di Trieste, in quanto i Galbaio sarebbero stati originari di Capodistria, dove dimora l'antico castello di San Servolo appunto.
Quel che è certo, è che San Servolo è uno degli insediamenti monastici più antichi della laguna, sorto forse poco dopo quello del monastero della Santissima Trinità e San Michele di Brondolo (724). A differenza di altri cenobi, tuttavia, fu costruito in una zona periferica, che tuttavia assunse grande importanza strategica quando la capitale del Ducato di Venezia fu spostata da Cittanova a Malamocco.

### Fondazione di Sant'Ilario
Nell'819 il doge Agnello Partecipazio e il co-reggente Giustiniano Partecipazio, suo figlio, donarono ai monaci di San Servolo una nuova sede presso la cappella di Sant'Ilario. Il monastero, allora, godeva di grande prestigio: rivestiva il ruolo di abate Giovanni che, negli anni precedenti, era stato patriarca di Grado, giocando un ruolo da protagonista negli eventi politici che avevano investito il Ducato. È evidente che l'isola è ormai divenuta uno spazio inadeguato ad ospitare un'istituzione di tale importanza.
È questo l'atto di fondazione dell'abbazia di Sant'Ilario, ma non la fine di San Servolo. Consci della sua fortunata posizione lungo la principale via d'acqua che immette a Rialto, i dogi impegnarono l'abate a preservare il vecchio monastero, mantenendovi una comunità di religiosi che vi celebrassero i riti.

### Monache
Il ritorno alla vita monastica avvenne nel 1109 con l'arrivo delle monache benedettine, che vi rimasero fino al XVII secolo. A causa del degrado degli immobili e dell'insalubrità dell'isola, nel 1615 le monache furono trasferite a Venezia città e i locali furono utilizzati come deposito di grano e, nel 1630, come ricovero per gli appestati.
Dal 1647 l'isola fu utilizzata dalle monache benedettine, domenicane e francescane, provenienti dall'isola di Creta dopo la conquista turca dell'isola; esse ci rimasero fino al 1716, quando il monastero fu chiuso a causa della loro estinzione.

### Ospedale
Dal 1715 l'isola fu adibita ad ospedale militare e nel 1725 vi fu ricoverato il primo malato di mente.
Il governo di Napoleone dispose, nel 1797, che i pazzi di ogni censo venissero ricoverati a San Servolo, che divenne così manicomio ed ospedale militare a gestione laica.
Nel 1798 il governo Austriaco riassegnò l'ospedale all'Ordine ospedaliero di San Giovanni di Dio, dichiarandolo manicomio centrale del Veneto, della Dalmazia e del Tirolo per entrambi i sessi.
Dal 1805 al 1814 i francesi ricovereranno a San Servolo anche i soldati dell'Impero napoleonico.

### Manicomio

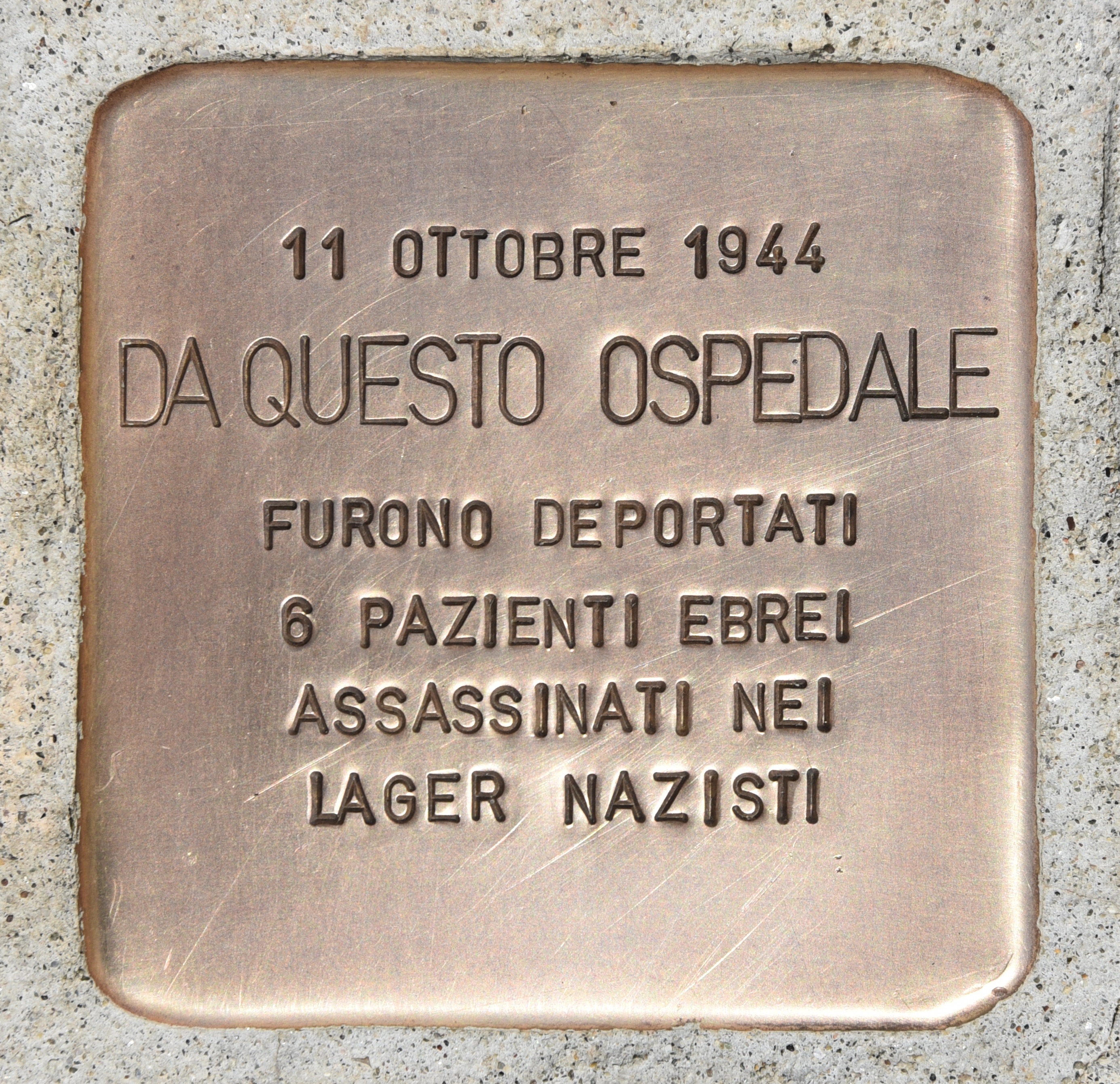
Pietra d'inciampo a San Servolo

Dopo l'unificazione al Regno d'Italia (1866), la provincia di Venezia fu incaricata della gestione dell'istituto manicomiale, che ne seguì le varie trasformazioni istituzionali. Nel 1932 i Manicomi Centrali veneti di San Servolo e San Clemente furono denominati Ospedali Psichiatrici. Nell'ottobre del 1944 sei pazienti ebrei furono arrestati, deportati e assassinati dal regime nazista. A San Clemente, Benito Mussolini fece rinchiudere la prima moglie Ida Dalser, madre di suo figlio Benito Albino (conosciuta negli anni in cui era un giovane socialista, e che una volta arrivato al potere disconobbe, perseguitandola anche al fine di poter sposare Rachele Guidi). Nel 1978 venne approvata la legge 180/1978, meglio nota come legge Basaglia (dal nome dello psichiatra e neurologo veneziano prof. Franco Basaglia), che prevedeva la chiusura degli ospedali psichiatrici; il 13 agosto 1978 l'ospedale effettivamente venne chiuso.

### I nostri giorni
Dagli anni Novanta del XX secolo la Provincia di Venezia, oggi Città metropolitana di Venezia, proprietaria dell'isola, ha intrapreso il recupero edilizio, avviando un centro di promozione multiculturale.
Dal 2004 la Provincia di Venezia ha istituito la Società San Servolo Servizi - oggi denominata San Servolo Servizi Metropolitani di Venezia - alla quale ha dato il compito di salvaguardare, gestire e valorizzare l'isola di San Servolo. L'Isola è sede anche della Fondazione Franca e Franco Basaglia, della Venice International University, del Centro di Formazione in Europrogettazione AICCRE, nonché di una residenza per studenti di dottorato o in progetti di scambio internazionale.
Dal 2008 l'isola accoglie anche la succursale dell'Accademia di Belle Arti di Venezia e dal 2012 è sede del Collegio Internazionale Ca' Foscari. Dal 1995 vi è la sede della Venice International University
Il 3 aprile 2025 sull'isola è stato inaugurato il "SEA beyond Literacy Center", un centro di educazione all'oceano.

## Infrastrutture e trasporti
L'isola è servito della linea di navigazione 20 (S.Zaccaria-San Servolo-San Lazzaro degli Armeni, gestita da Actv).